# Emmanuelle Sykora
Emmanuelle Sykora (* 21. Februar 1976 in Pau) ist eine ehemalige französische Fußballspielerin.

## Vereinskarriere
Emmanuelle Sykora begann ihre Vereinskarriere in ihrer Geburtsstadt beim FC Pau, in dessen Frauenteam sie bereits als 15-Jährige eingesetzt wurde. Dabei hinterließ die Abwehrspielerin einen so guten Eindruck, dass sie 1992 zur A-Nationalspielerin (siehe unten) und vom erfolgreichen FC Lyon verpflichtet wurde. Mit dessen Frauschaft gewann sie in den folgenden zwölf Jahren drei französische Meistertitel, den ersten gleich in ihrer Debütsaison 1992/93, außerdem 1995 und 1998; zudem wurde sie mit dem FC Lyon 1994, 2003 und 2004 Vizemeister. Auch im zur Saison 2001/02 eingeführten Frauenpokalwettbewerb um die Challenge de France war sie erfolgreich: 2003 und 2004 gewann Lyon diesen Titel, nachdem die Spielerinnen um Sykora 2002 noch im Finale unterlegen waren.
Als die Frauenabteilung des FCF sich 2004 dem Nachbarn Olympique Lyon anschloss, trug Emmanuelle Sykora auch dessen Dress noch für eine Saison. Diese Spielzeit schloss sie in der Liga auf dem dritten Tabellenplatz ab, und auch im Pokal erreichte Olympique das Endspiel, in dem Sykora, die in den späteren Jahren ihrer Karriere häufig auch im defensiven Mittelfeld aufgestellt wurde, allerdings nicht mehr zum Einsatz kam.

## In der Nationalelf
Im April und Mai 1992, noch in ihrer Zeit beim FC Pau, stellte Nationaltrainer Aimé Mignot Emmanuelle Sykora in vier Länderspielen in der französischen A-Nationalauswahl auf, wo sie sich nahezu auf Anhieb zur Stammspielerin entwickelte und auch von Mignots Nachfolgerin Élisabeth Loisel (ab 1997) regelmäßig berücksichtigt wurde. Bis April 2004 bestritt sie insgesamt 82 A-Matches, in denen sie zehn Tore erzielte. Darunter waren auch Einsätze gegen die Nationalelfen aus deutschsprachigen Ländern, am häufigsten gegen die Schweiz (zwei Siege 1997 und 1998, ein Remis 2001), zweimal gegen Deutschland (0:3 im März 1993, 1:0 im April 2003) und einmal gegen Österreich (4:1 im März 1999). Sykora war außerdem auch am bisherigen Rekordsieg der Französinnen (14:0 gegen Algerien im Mai 1998) beteiligt.
Mit den Bleues hat Sykora an drei großen internationalen Turnieren teilgenommen. Bei der Europameisterschaft 1997 bestritt sie zwei der drei französischen Vorrundenspiele (gegen Russland und Schweden). Bei diesem in Norwegen und Schweden ausgetragenen Turnier scheiterten die Französinnen denkbar knapp – Spanien stand lediglich einen Treffer in der Tordifferenz besser da – am Weiterkommen. Auch zur EM 2001 in Deutschland stand sie wieder in Frankreichs Kader und spielte alle drei Matches in der Vorrunde, an deren Ende die Bleues aber erneut die vorzeitige Heimreise antreten mussten. Zwei Jahre später fuhr sie mit dem Aufgebot zur Weltmeisterschaft in die USA, wo sie aber nur beim 1:0-Sieg gegen Südkorea auflief.

## Palmarès
- Französische Meisterin: 1993, 1995, 1998 (und Vizemeisterin 1994, 2003, 2004)
- Französische Pokalsiegerin: 2003, 2004 (und Finalistin 2002, 2005, Letzteres ohne eigenen Einsatz im Endspiel)
- 81 Länderspiele (9 Tore); EM- (1997, 2001) und WM-Teilnehmerin (2003)